# Locomotiva 2-8-2

Arranjo de rodas 2-8-2

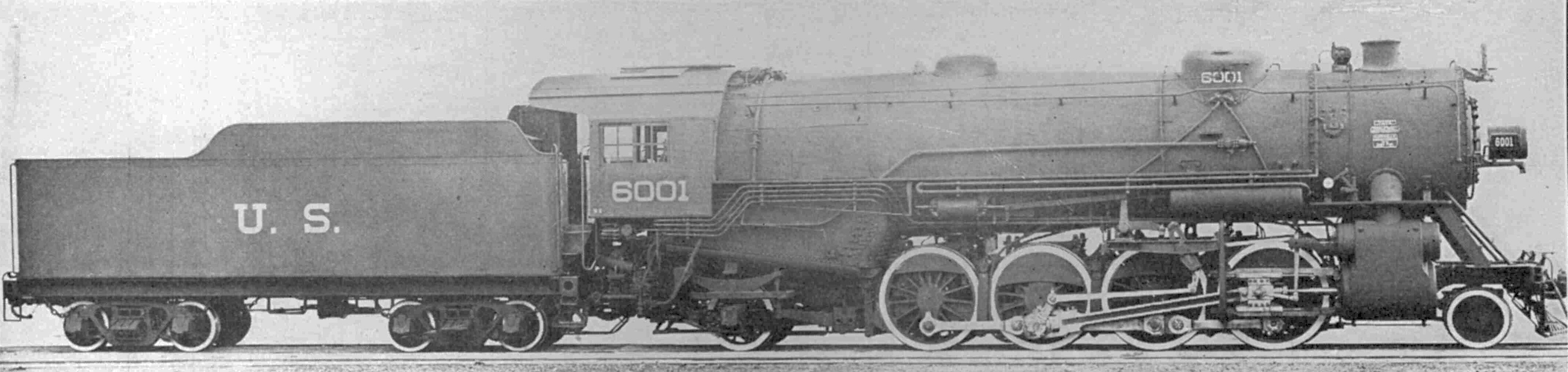
Locomotiva pesada Mikado da USRA.

2-8-2 é, na Classificação Whyte para locomotivas a vapor, um arranjo de rodas que possui um eixo condutor, seguido por 4 eixos de tracção e um eixo traseiro.
Esta configuração das rodas de uma locomotiva a vapor é mundialmente conhecida por Mikado, porque foi usada em 1885 numa encomenda de locomotivas para os Caminhos-de-ferro Japoneses.  Nesse ano, o grande êxito dos teatros nos Estados Unidos era a opereta de Gilbert e Sullivan, Mikado. Após o ataque japonês a Pearl Harbor, em 1941, algumas ferrovias americanas preferiram, por zelo patriótico, mudar a denominação para MacArthur.
A configuração Mikado foi muito popular em todo o mundo, pois permitia a montagem da fornalha atrás, ao invés de em cima do eixo condutor, possibilitando a construção de uma caldeira maior. Esta solução favorecia uma velocidade maior de combustão e, com isso, uma também maior capacidade de geração de vapor, dando à locomotiva mais potência a altas velocidades. Aliada a um maior diâmetro das rodas de tração, a configuração "Mikado" era capaz de velocidades mais elevadas com um comboio pesado que a configuração 2-8-0.
Outras equivalências da classificação são:
- Classificação UIC: 1D1 (também conhecida na Classificação Alemã e na Classificação Italiana)[4]
- Classificação Francesa: 141[5]
- Classificação Turca: 46
- Classificação Suíça: *4/6